# Lestidium prolixum
Lestidium prolixum är en fiskart som beskrevs av Harry, 1953. Lestidium prolixum ingår i släktet Lestidium och familjen laxtobisfiskar. Inga underarter finns listade i Catalogue of Life.